# 海辺のリア
『海辺のリア』（うみべのリア）は、2017年の日本映画。脚本・監督は小林政広、主演は仲代達矢。

## 概要
仲代達矢は2015年に文化勲章を受けており、史上初めて文化勲章受章後に映画主演をする俳優となった。
映画の舞台は石川県で、撮影はほぼ石川県で行われた。

## あらすじ
桑畑兆吉はかつては名俳優であったが、今は認知症の疑いから長女・由紀子らに裏切られ、遺書を書かされた上に高級老人ホームに入居させられた。ある日兆吉は老人ホームを逃げ出す。由紀子の夫でかつて兆吉の弟子だった行男は探しに行く。兆吉は家へ帰る道もわからず海岸を歩いていると、妻とは別の女性に産ませた娘・伸子と再会するが……。

## キャスト
- 桑畑兆吉：仲代達矢
- 伸子：黒木華
- 由紀子：原田美枝子
- 謎の運転手：小林薫
- 行男：阿部寛

## 受賞
第32回 高崎映画祭 最優秀監督賞（小林政広）／最優秀主演男優賞（仲代達矢）／最優秀助演女優賞（黒木華）

## スタッフ
- 脚本・監督：小林政広
- エグゼクティブプロデューサー：杉田成道
- プロデューサー：宮川朋之、小林政広
- アソシエイトプロデューサー：ニック・ウエムラ、塚田洋子
- 音楽：佐久間順平
- 演奏：マティアス・ストリングス
- 撮影監督：神戸千木
- 撮影：古屋幸一
- 美術：鈴木隆之
- 録音：小宮元
- 編集：金子尚樹
- 制作担当：棚瀬雅俊
- 助監督：石田和彦
- 衣装デザイナー：黒澤和子
- ヘアメイク：小泉尚子
- ロケ協力：石川県、羽咋市、七尾市、金沢フィルムコミッション
- 企画製作：モンキータウンプロダクション
- 製作委員会メンバー：日本映画放送、カルチュア・エンタテインメント、WOWOW、BSフジ、東京テアトル
- 配給：東京テアトル

## ロケ地
- 国民宿舎能登小牧台
- グランド・ケア・クラシック能登
- 恵寿ローレルクリニック

- 千里浜なぎさドライブウェイ
- 能登島
- 敷浪駅